# Adiós, Mimí Pompom (película)
Adiós, Mimí Pompom es una comedia española basada en la obra homónima de Alfonso Paso ¡Adiós, Mimí Pompom!. Dirigida por Luis Marquina y protagonizada por la actriz mexicana Silvia Pinal, fue estrenada en 1961.

## Argumento
Una famosa cantante de cuplé, Mimí Pompom, deja su carrera para casarse con Heriberto Promenade, un rico comerciante de Limoges que es un personaje extraño en una familia igualmente peculiar. Ha enviudado cinco veces, y la causa es que le gusta regalar a su madre las calaveras de sus difuntas esposas, a las cuales él mismo se encarga de asesinar. Pero Mimí también ha enviudado cinco veces. La trama se pone interesante cuando se trata de adivinar cuál de los dos cónyuges de la última de sus uniones matrimoniales es quien intenta asesinar al otro... Saintpaul, un certero policía, les vigila a ambos de cerca.